# Elnarə Dadaşova
Elnarə Dadaşova (* 25. Juni 1952 in Baku) ist eine aserbaidschanische Komponistin und Musikpädagogin.

## Leben und Wirken
Dadaşova war am Konservatorium Baku Schülerin von Qara Qarayev und unterrichtet dort seit 1975 musiktheoretische Fächer. Ihr kompositorisches Werk umfasst annähernd alle musikalischen Genres  von der Sinfonie über das Klavierkonzert, Chorwerke, vokalsinfonische Werke, Streichquartette, Klavier- und Orgelstücke bis hin zu Werken für Volksinstrumente. Interpretiert wurde es in Aserbaidschan von Künstlern wie Şövkət Ələkbərova, Elmira Rəhimova, Mobil Əhmədov, Rauf Abdullayev, Nazim Rzayev, Tofiq Göyçayev, Yaşar İmanov, Rauf Adıgözəlov, Elxan Əhədzadə, Gülnaz İsmayılova, Fəridə Məmmədova, Ülviyyə Hacıbəyova, Yeganə Axundova, und Rəna İsmayılova. Auch in Konzertsälen in den USA, Kanada, Frankreich, Italien und Deutschland kamen ihre Kompositionen zur Aufführung.